# 布赖河畔贝塞
布赖河畔贝塞（法語：Bessé-sur-Braye，法語發音：[bese syʁ bʁɛ]）是法国萨尔特省的一个市镇，属于马梅尔斯区。

## 地理
布赖河畔贝塞（47°50'2"N, 0°44'58"E）面积20.6 平方千米，位于法国卢瓦尔河地区大区萨尔特省，该省份为法国西北部内陆省份，北起顺时针与奥恩省、厄尔-卢瓦省、卢瓦-谢尔省、安德尔-卢瓦尔省、曼恩-卢瓦尔省和马耶讷省接壤，是法国大西部的入口，连接卢瓦尔河谷、布列塔尼和巴黎盆地。
与布赖河畔贝塞接壤的市镇（或旧市镇、城区）包括：拉沙佩勒于翁、旺塞、博讷沃、塞莱、苏热、卢瓦昂瓦莱。

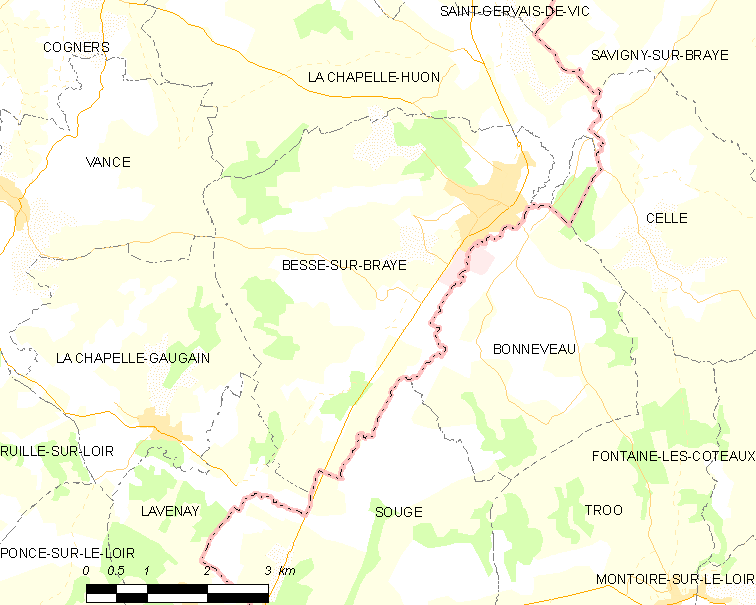
布赖河畔贝塞的OSM定位图

布赖河畔贝塞的时区为UTC+01:00、UTC+02:00（夏令时）。

## 行政
布赖河畔贝塞的邮政编码为72310，INSEE市镇编码为72035。

## 政治
布赖河畔贝塞所属的省级选区为圣卡莱县。

## 人口

1962-2008年间布赖河畔贝塞人口变化图示

布赖河畔贝塞于2022年1月1日时的人口数量为2025人。